# 인천조동초등학교
인천조동초등학교는 대한민국 인천광역시 남동구에 있는 초등학교이다.

## 학교 연혁
- 1986년 8월 4일: 인천조동국민학교 설립인가
- 1987년 3월 1일: 인천조동국민학교 개교(14학급)
- 1987년 3월 1일: 초대 이성의 교장 취임
- 1988년 10월 10일: 인천인수국민학교 분리로 34학급 편성
- 1991년 2월 13일: 제 1 회 졸업식 (남녀 통합 378명)
- 1996년 3월 1일: 인천조동초등학교로 개명
- 1998년 8월 31일: 교실 증축(10실),조리실 및 급식실 준공
- 1999년 7월 10일: 어학실 설치 및 기자재 확충
- 2004년 2월 28일: 신관 건물 완공
- 2004년 10월 20일: 방송실, 디지털도서관, 과학실 개관
- 2023년 조e동e관 건설
- 2024년 도서관 다시만듬

## 참고 자료
- 인천조동초등학교 - 한국교육학술정보원 학교알리미